# Dmitri Wassiljewitsch Daschkow

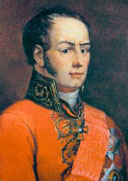
Dmitri Wassiljewitsch Daschkow

Dmitri Wassiljewitsch Daschkow (russisch Дмитрий Васильевич Дашков; * 25. Dezember 1788jul. / 5. Januar 1789greg. in Moskau; † 26. Novemberjul. / 8. Dezember 1839greg. in St. Petersburg) war ein russischer Minister und Literat.

## Leben
Daschkow war der Sohn des Rjasaner Gutsherrn und Adelsmarschalls des Ujesd Spassk Wassili Andrejewitsch Daschkow. Trotz des vergleichsweise niedrigen Vermögens seiner Eltern erhielt Daschkow eine gute häusliche Erziehung. Er absolvierte dann das Adelspensionat an der Universität Moskau mit zweimaligem Gewinn der Silbermedaille und Eintrag in die Marmortafel des Pensionats. Er begann seine literarische Tätigkeit mit Übersetzungen aus dem Französischen. 1801 trat er als Junker in den Dienst des Moskauer Archivs des Kollegiums für Auswärtige Angelegenheiten, wo er sich mit Dmitri Bludow anfreundete. 1804 schrieb er in einer Zeitschrift über die Wissenschaften und Künste und die Lehre an Universitäten in Deutschland. Bekannt wurde Daschkow durch seine aktive Teilnahme am Streit über die alte und neue Art zu schreiben. 1810 analysierte er Alexander Schischkows 1808 veröffentlichte Übersetzung zweier Artikel von Jean-François de La Harpe, und 1811 zeigte Daschkow, dass einige Beispiele Schischkows aus alten Büchern für die Schönheit der Slawische Sprache nur wörtliche Übersetzungen aus dem Griechischen waren. Iwan Dmitrijew betraute Daschkow mit der Herausgabe eines Werks von Wassili Schukowski, zu dem Daschkow Anmerkungen geschrieben hatte. 1810 wurde Daschkow in die St. Petersburger Gesellschaft der Literatur-, Wissenschafts- und Kunstfreunde gewählt. Er veröffentlichte in deren Peterburgski Westnik diverse Aufsätze und Rezensionen, so über die Geschichte Suworows von Jegor Fuchs und Anekdoten Voltaires.
Als 1810 Iwan Dmitrijew Justizminister wurde, trat Daschkow in St. Petersburg in den Dienst des Justizministeriums. 1812 wurde Daschkow aus der St. Petersburger Gesellschaft der Literatur-, Wissenschafts- und Kunstfreunde, deren Vorsitzender er zeitweise war, ausgeschlossen, nachdem Daschkow bei der Aufnahme des Grafen Dmitri Chwostow dessen Werke ironisch gelobt hatte. Zusammen mit Bludow und Schukowski gründete er die literarische Gesellschaft Arsamas. 1815 gehörte Daschkow zu den schärfsten Kritikern des Theaterschreibers Fürst Alexander Schachowski. 1816 wurde Wassili Puschkin, der Onkel Alexander Puschkins, in die Arsamas aufgenommen.
1818 wurde Daschkow im Range eines Staatsrats (V. Rangklasse) zum Zweiten Berater an der russischen Botschaft in Konstantinopel unter Graf Ioannis Kapodistrias ernannt. Dort studierte er die griechische Sprache und las und übersetzte alte Handschriften in der Serail-Bibliothek und bei einer Reise nach Griechenland. 1820 wurde er dort abberufen, um im Auftrag des Ministers die Situation der russischen Konsulate in der Levante zu überprüfen. 1822 wurde er zum Geschäftsträger der Botschaft in Konstantinopel ernannt. 1823 wurde er Mitglied der Gesetzgebungskommission mit Entlassung aus dem auswärtigen Dienst.
Nach der Inthronisation Nikolaus I. 1825 macht Daschkow dank der Freundschaft Bludows schnell Karriere. 1826 erhielt er den Titel Staatssekretär und wurde zum Vizeminister für auswärtige Angelegenheiten ernannt. 1828 erhielt er den Orden der Heiligen Anna I. Klasse und folgte Nikolaus I. ins Armeehauptquartier im Russisch-Türkischen Krieg. 1829 wurde er zum Vizeminister für Justiz ernannt im Range eines Geheimrats (III. Rangklasse). Im gleichen Jahr vertrat er den abwesenden Bludow als Hauptgeschäftsführer der geistlichen Angelegenheiten der ausländischen Bekenntnisse. Nach der Entlassung 1829 des Geschäftsführers des Justizministeriums Fürst Alexei Dolgorukow trat Daschkow in die Geschäftsführung des Justizministeriums ein. 1832 wurde er Justizminister.
1831 heiratete Daschkow Jelisaweta Wassiljewna Paschkowa (1809–1890), die Tochter des Generalmajors und Oberjägermeisters Wassili Paschkow, mit der er vier Kinder bekam. 1835 erwarben die Eheleute die Blagoweschtschensker Kupferhütte bei Ufa.
1839 wurde Daschkow Wirklicher Geheimrat (II. Rangstufe), Mitglied des Staatsrats, Vorsitzender des Gesetzgebungsdepartements und Chef der II. Abteilung der Kanzlei der Kaiserlichen Majestät (als Nachfolger Michail Speranskis), die für das russische Gesetzbuch zuständig war. Er beteiligte sich an der Erstellung des ersten russischen Gesetzbuches, er organisierte die Archivierung im Moskauer Archiv, und er arbeitete am Bauernleibeigenschaftsrecht mit (1826–1835).
Daschkow wurde auf dem St. Petersburger Lazarus-Friedhof am Alexander-Newski-Kloster begraben.

## Ehrungen
- Orden des Heiligen Wladimir IV. Klasse
- Orden des Heiligen Wladimir II. Klasse
- Russischer Orden der Heiligen Anna I. Klasse (1828)
- Kaiserlich-Königlicher Orden vom Weißen Adler (1831)
- Alexander-Newski-Orden (1832)
- Ehrenmitglied der Russischen Akademie der Wissenschaften[6]